# 黒丸パーキングエリア

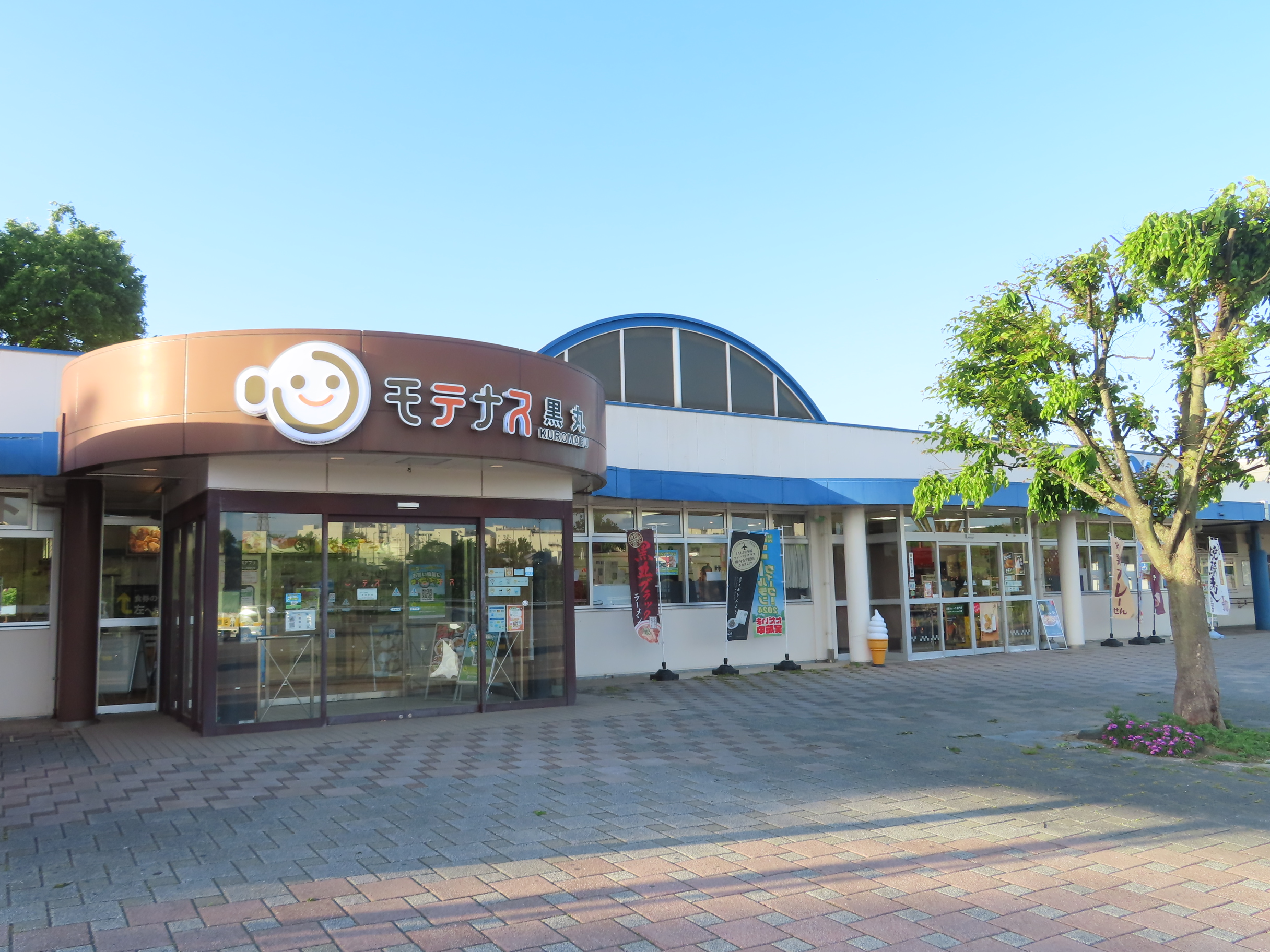
上り線売店（2024年5月）

黒丸パーキングエリア（くろまるパーキングエリア）は、滋賀県東近江市蛇溝町にある名神高速道路のパーキングエリア（PA）である。
PAに接続するスマートインターチェンジ（スマートIC）の整備が行われている。

## 沿革
名神高速道路の計画当初の1959年11月時点では、大津、竜王町岩井付近、彦根ICがサービスエリア（SA）の候補地とされた。岩井付近では工事の容易さなどから、現在の黒丸PAの敷地にあたる大日本帝国陸軍八日市飛行場の爆撃演習場跡地が候補に挙がった。しかし、最終的に彦根ICに併設する案は構造上の問題などから多賀SAに変更された。これに伴ってSA間の距離が20キロメートルと短くなること、景観が優れているわけではないことから、1961年4月に爆撃演習場跡の候補地はPAとして整備されることが決まった。供用開始時点では総面積46,220平方メートルに上り下り各15台の駐車場が整備されたが、周辺の用地確保が容易であることから将来の拡張を見越して設計された。その後、駐車場の拡張、便所や売店の建設が順次行われている。
2006年の西日本高速道路（NEXCO西日本）とコンビニエンスストアチェーンの業務提携に際し、上り線の空き地にローソンが出店した。通常の店舗とは異なり、マッサージを行うコーナーや医薬品を販売するコーナーを併設した。2018年の契約満了の際にテナントはセブン-イレブンに切り替えられた。
2012年に始まったNEXCO西日本グループのSA・PAのブランド戦略の一環で、上り線では「モテナス」第1号店の1つとして2012年3月から、下り線では2014年4月の新装開店から「モテナス」ブランドが展開されている。
2021年8月から黒丸PAに接続するスマートICを整備する事業が行われている。高速道路からスマートIC周辺の工業団地や防災拠点への所要時間を短縮する効果が期待されている。

### 年表
|      |      | 1964年 | 1983年 | 2014年 |
| ---- | ---- | ------ | ------ | ------ |
| 上り | 大型 | 5      | 61     | 70     |
| 上り | 小型 | 10     | 93     | 199    |
| 下り | 大型 | 5      | 50     | 64     |
| 下り | 小型 | 10     | 46     | 98     |

- 1964年（昭和39年）4月12日 - 名神高速道路栗東IC - 関ヶ原IC開通に伴い、供用開始。
- 1971年（昭和46年） - 上り線の駐車場を増設[15][18]。上り線に便所を新設[18]。
- 1974年（昭和49年） - 上り線に売店を新設[18]。
- 1975年（昭和50年） - 下り線の駐車場を増設[15][18]。
- 1976年（昭和51年） - 下り線に売店を新設[18]。
- 1978年（昭和53年） - 便所を水洗化し、浄化槽を新設[18]。
- 1986年（昭和61年） - 「高速道路に桜前線」計画によりサクラが45本植栽される[19]。
- 1987年（昭和62年）2月11日 - 黒丸パーキングエリア焼却炉が竣工する[20]。
- 1990年（平成2年） - 1993年頃 - 上り線の施設を改修[21]。
- 2006年（平成18年）11月18日 - 「ローソンハイウェイピット黒丸 上り店」が開店[11]。上り線にドッグランが開園[22]。
- 2009年（平成21年）8月3日 - 改修した便所の使用を開始[23]。
- 2012年（平成24年）3月30日 - 上り線が「モテナス」ブランドとなる[13]。
- 2014年（平成26年）4月20日 - 下り線が「モテナス」店舗として新装開店[14]。
- 2018年（平成30年）4月27日 - 「セブン-イレブン 名神高速黒丸PA上り店」が開店[12]。
- 2020年（令和2年）
  - 10月23日 - 国土交通省に（仮称）黒丸スマートインターチェンジの準備段階調査が採択される[24]。
  - 12月18日 - 第1回（仮称）黒丸スマートインターチェンジ準備会が開催される[25][26]。
- 2021年（令和3年）
  - 6月24日 - 第1回（仮称）黒丸スマートインターチェンジ地区協議会が開催される[27]。
  - 8月6日 - 国土交通省に（仮称）黒丸スマートインターチェンジの設置が許可される[3]。

## 周辺
布引山系の長谷野（ながたにの）と呼ばれる丘陵地帯にある。日本道路公団は東の谷の小字である黒丸（くろまり）からここを黒丸台地と呼び、「黒丸」をパーキングエリアの名称に採用した。
長谷野の開墾地は八日市市の政策により1970年に買収され、工業団地として開発された。
付近には防災拠点としての機能を備えた東近江市総合運動公園がある。

## 道路
- E1 名神高速道路

## 施設

### 上り線（名古屋・福井方面）
- 駐車場
  - 大型 70台
  - 小型 199台
- トイレ
  - 男性 大8（和式2・洋式6）・小24
  - 女性 39（和式7・洋式32）
  - 車椅子用 1
- スナック（西日本高速道路サービス・ホールディングス、7:30 - 20:30）
- ショッピング（西日本高速道路サービス・ホールディングス、7:30 - 20:30）
- コンビニエンスストア「セブン-イレブン」（24時間）[31]
- 自動販売機
- 携帯電話充電器（7:30 - 20:30）
- ドッグラン（8:00 - 18:00）
- ウェルカムゲート

### 下り線（大阪・神戸方面）
- 駐車場
  - 大型 64台
  - 小型 98台
- トイレ
  - 男性 大6（和式2・洋式4）・小20
  - 女性 23（和式4・洋式19）
  - 車椅子用 1
- スナック（7:30 - 20:30）
- ショッピング（7:30 - 20:30）
- 自動販売機

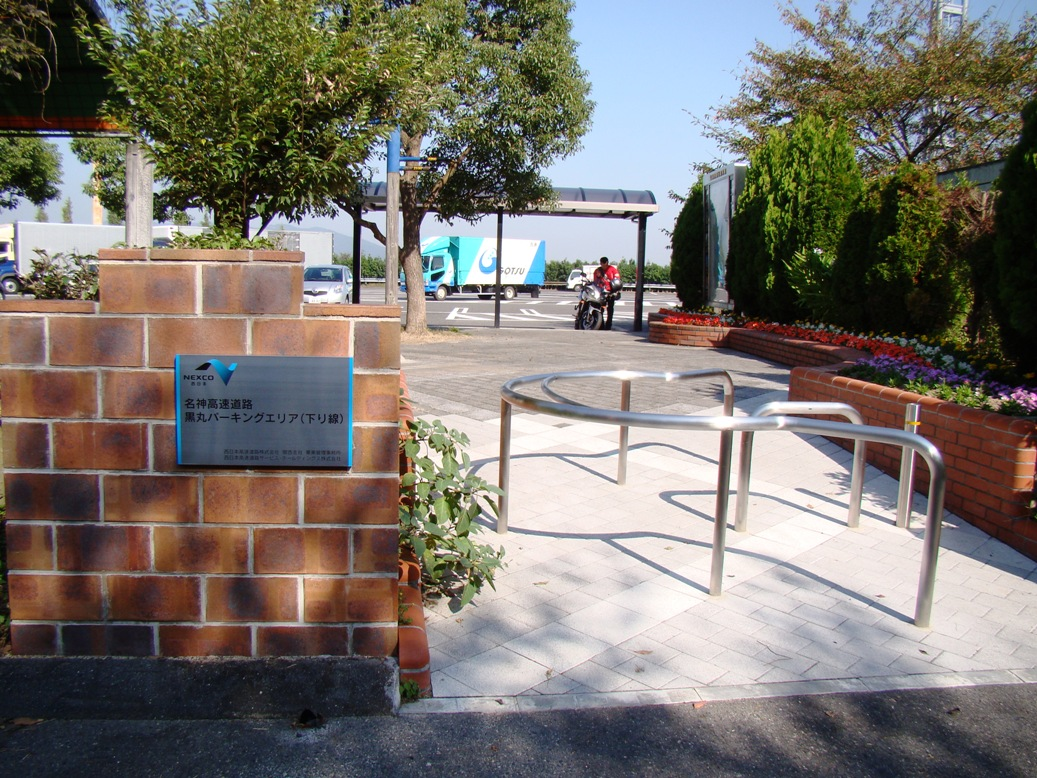
下り線側ウェルカムゲート（2008年10月）

- 携帯電話充電器（7:30 - 20:30）
- ウェルカムゲート

## 隣
E1 名神高速道路
(28-2) 湖東三山PA/スマートIC - (29) 八日市IC - 黒丸PA/スマートIC(スマートICは事業中) - (29-1) 蒲生スマートIC - (29-2) 竜王IC